# جانت مک‌تیر
جانت مک‌تیر (انگلیسی: Janet McTeer؛ زاده ۵ اوت ۱۹۶۱) هنرپیشه اهل انگلستان است. وی از سال ۱۹۸۴ میلادی تاکنون مشغول فعالیت بوده‌است.
از فیلم‌هایی که وی در آن نقش داشته‌است، می‌توان از شاه زنده است، آلبرت نابز، زن سیاه‌پوش، پدران و دختران، معدن طلای مخملی، بیدار کردن مردگان، فرار گربه، استثنا و  اوزارک نام برد.